# Carl August Blomgren
Carl August Blomgren, född 1 april 1865, död 1925, var en svenskamerikansk präst.
Blomgren emigrerade till USA 1875, studerade vid folkskolan i Calumet, Michigan 1875–1880 och därefter vid Augustana College i Rock Island 1880–1885, därefter vid Harvard University 1886–1887, Augustana teologiska seminarium 1887–1888, Yale University 1890–1893 och University of Pennsylvania 1895–1898. Han blev filosofie doktor 1898. Blomgren förestod svensklutherska församlingen i Lowell, Massachusetts, prästvigdes i Galesburg, Illinois 1888 och tjänstgjorde därefter vid de svensk-lutherska församlingarna i McKeesport och Braddock 1888–1890, i Stamford och Bridgeport 1890–1894 och i Philadelphia 1894–1904. Han var även lärare i hebreiska vdi Mt Airy teologiska seminarium i Philadelphia 1898–1904. 1904 blev Blomgren extraordinarie, 1905 ordinarie professor i teologi vid Augustana teologiska seminarium. Han var även ledamot av American oriental society.